# Arzew (distrito)
Arzew é um distrito localizado na província de Orã, Argélia, e cuja capital é a cidade de mesmo nome. A população total do distrito era de 72 613 habitantes, em 1998.[carece de fontes?]

## Comunas
O distrito está dividido em duas comunas:
- Arzew
- Sidi Ben Yebka